# Ziphiidae
Famille
Synonymes
- Ananarcinae Gill, 1871
- Heterodontidae Girard, 1852
- Hyperoodontidae Gray, 1846
- Xiphidae Ameghino, 1889
- Ziphiinae Brandt, 1873

Les Ziphiidae (ziphiidés), parfois appelés Hyperoodontidae, sont une famille de cétacés à dents (Odontocètes) qui ressemblent à de très gros dauphins. Ces animaux discrets, que l'on observe assez rarement en mer, sont cependant d'une taille bien plus imposante (de 4 mètres jusqu'à 12,8 mètres pour la bérardie de Baird pour un poids de 1 à 10 tonnes). Bien qu'il ne s'agisse pas de baleines au sens propre du terme, on les appelle généralement baleines à bec en raison du rostre long et fin qui prolonge leur tête bulbeuse.

## Comportement
Les baleines à bec se nourrissent essentiellement de calmars et de quelques poissons hauturiers.
Elles vivent en haute mer dans tous les océans du globe, habituellement seules ou en groupes de deux ou trois, mais il arrive que certaines circulent en troupes de 25 à 40. Cependant les connaissances sur ces animaux demeurent très restreintes car elles vivent généralement loin des côtes, dans les eaux profondes et sortent peu de temps de l'eau uniquement pour respirer. Certaines espèces ne sont connues que par des crânes, comme c'est le cas de la baleine à bec de Longman, ou des individus échoués, et n'ont jamais été observées en mer.

## Anatomie
Les baleines à bec sont, avec les dauphins d'eau douce, les cétacés actuels jugés les plus primitifs.
Le bec qui les caractérise est formé par l'allongement des deux mâchoires et il varie d'une espèce à l'autre : long et pointu chez le tasmacète de Shepherd (genre Tasmacetus), court et trapu chez les espèces du genre Mesoplodon.
En raison de leur régime alimentaire constitué presque exclusivement de céphalopodes, la plupart des genres (Hyperoodon, Ziphius et Mesoplodon) n'ont que deux dents sur la mâchoire inférieure. Les Berardius en possèdent deux paires et le tasmacète de Shepherd en a de nombreuses à chaque maxillaire.
Il est possible de déterminer l'espèce, l'âge et le sexe d'une baleine à bec grâce à ses dents : leur nombre et leur emplacement dans la mâchoire indique l'espèce (voir plus haut), les dents dont la cavité est comblée indiquent qu'elles appartiennent à un spécimen adulte, celles portant des traces d'usure et étant sorties de la gencive appartiennent à un mâle et enfin, celles qui sont nettes et dont la pulpe est comblée appartiennent à une femelle.
Le front des vieux mâles présente souvent un renflement prononcé qui peut blanchir avec l'âge chez certaines espèces (comme l'hypérodon arctique).

## Phylogénie
Selon World Register of Marine Species (11 décembre 2020), les genres actuels sont:
- genre Berardius Duvernoy, 1851 -- 3 espèces
- genre Hyperoodon Lacépède, 1804 -- 2 espèces
- sous-famille Hyperoodontinae (Gray, 1846)
- genre Indopacetus Moore, 1968 -- 1 espèce
- genre Mesoplodon Gervais, 1850 -- 15 espèces
- genre Tasmacetus Oliver, 1937 -- 1 espèce
- genre Ziphius Cuvier, 1823 -- 1 espèce

Tous les genres connus, incluant les formes fossiles :
- formes basales
  - Genre †Aporotus
  - Genre †Beneziphius
  - Genre †Chavinziphius
  - Genre †Chimuziphius
  - Genre †Choneziphius
  - Genre †Dagonodum
  - Genre †Globicetus
  - Genre †Imocetus
  - Genre †Messapicetus
  - Genre †Ninoziphius
  - Genre †Notoziphius
  - Genre †Tusciziphius
  - Genre †Ziphirostrum
- Sous-famille Berardiinae
  - Genre †Archaeoziphius
  - Genre Berardius
  - Genre †Microberardius
- Sous-famille Hyperoodontinae
  - Genre †Africanacetus
  - Genre †Belemnoziphius
  - Genre Hyperoodon
  - Genre †Ihlengesi
  - Genre Indopacetus
  - Genre †Khoikhoicetus
  - Genre Mesoplodon
  - Genre †Nenga
  - Genre †Pterocetus
  - Genre †Xhosacetus
- Sous-famille Ziphiinae
  - Genre †Caviziphius
  - Genre †Izikoziphius
  - Genre †Nazcacetus
  - Genre Tasmacetus
  - Genre Ziphius
- Incertae sedis
  - Genre †Anoplonassa
  - Genre †Cetorhynchus
  - Genre †Eboroziphius
  - Genre †Pelycorhamphus

## Images

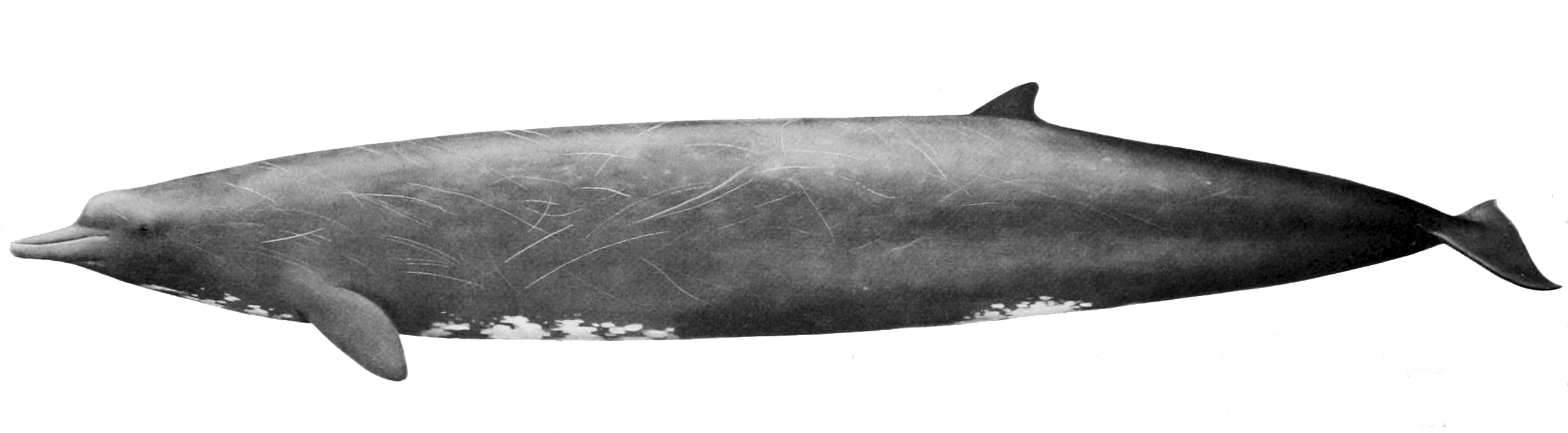
Berardius bairdii
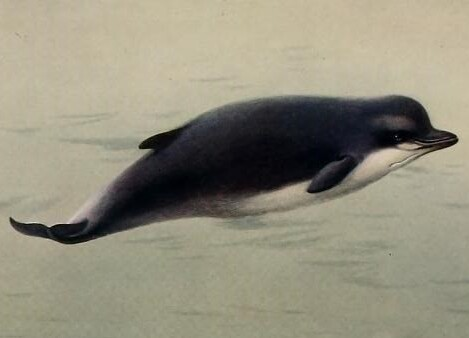
Hyperoodon ampullatus
Indopacetus pacificus
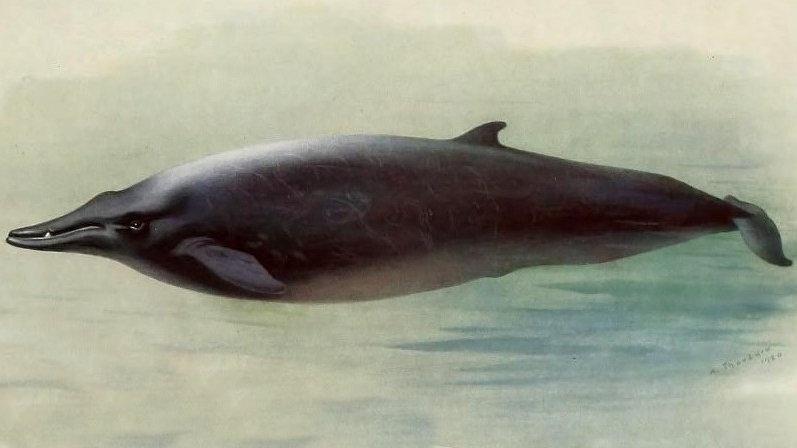
Mesoplodon bidens
Tasmacetus shepherdi
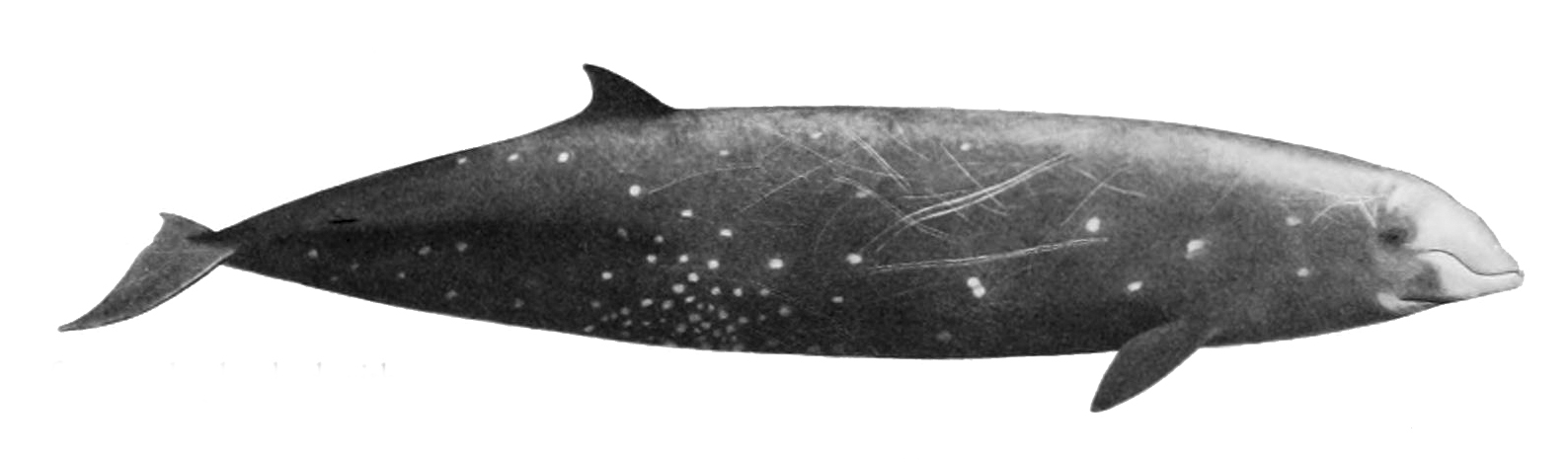
Ziphius cavirostris